# Michael Müller (Verleger, 1958)

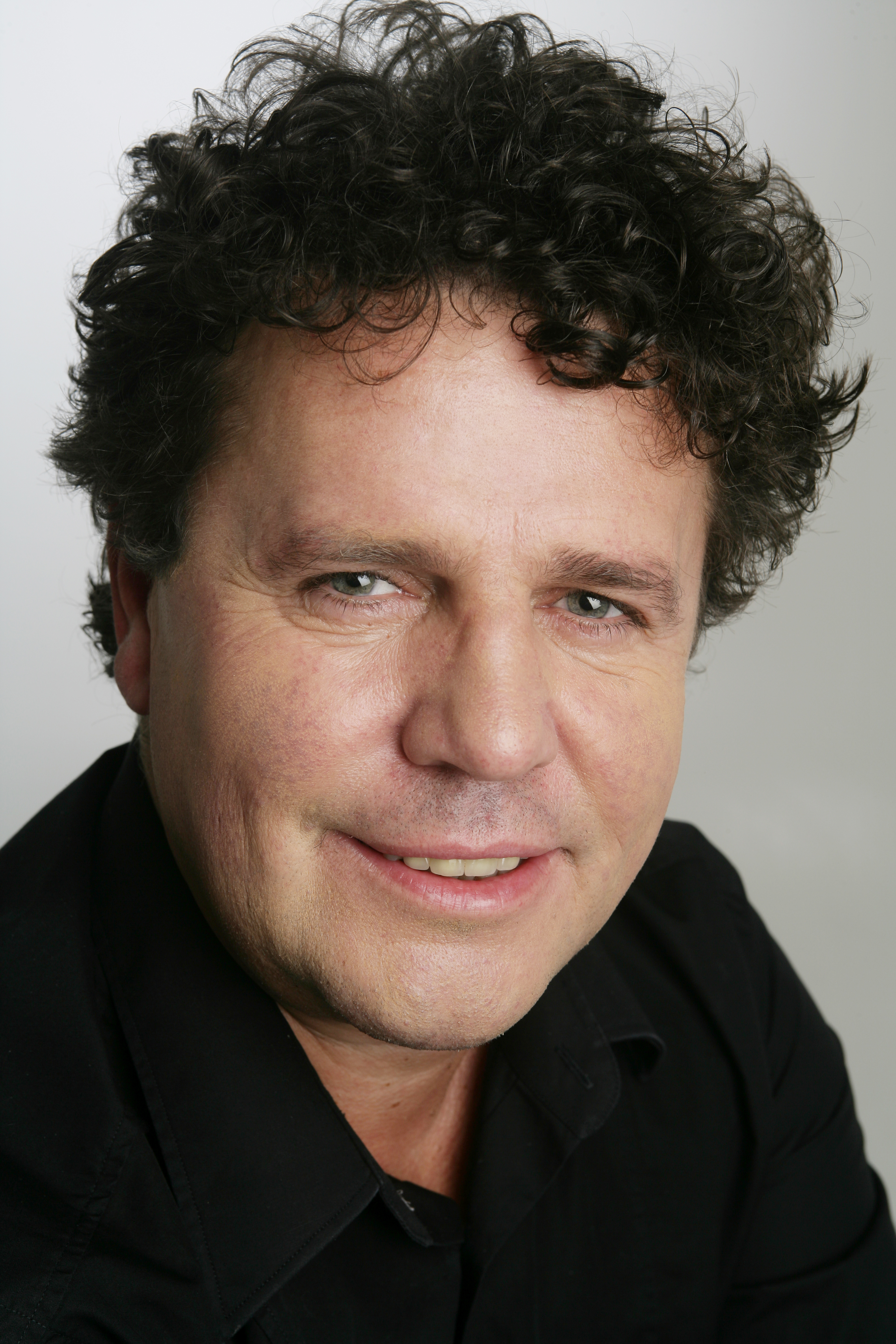
Michael Müller, 2009

Michael Müller (* 29. März 1958 in Aachen; † 6. Februar 2014 ebenda) war ein deutscher Autor und Verleger.

## Leben
Nach seinem Abitur am Rhein-Maas-Gymnasium Aachen studierte Michael Müller Geschichte, Romanistik und Öffentliches Recht an den Universitäten Köln, Bonn und Montpellier. 1987 gründete er in Aachen die Agentur für Publizistik und Reportagen (Journalismus- und PR-Agentur). 1991 begann sein Engagement als Verleger mit der Gründung des MM Verlages. Der Fokus des Verlags lag auf katholischer Theologie, Kirche und Gesellschaftspolitik. Sein erstes Buch Plädoyer für die Kirche: Urteile über Vorurteile erlangte laut der Aachener Zeitung bundesweite Beachtung und wurde ein Bestseller.
Bekannt wurde Michael Müller mit seinem Magazin KOMMA – Das Magazin für Freiheit & christliche Kultur, dessen Chefredakteur er seit 2000 war. Kernthemen in den über hundert Ausgaben waren Werte und Haltungen, religiös-soziale Phänomene wie „Islamisierung“ sowie gesellschaftliche Kontroversen, z. B. um Ehe und Homosexualität.
Sein soziales Engagement zeigte sich u. a. in der Gründung des Vereins Hilfe vor Ort, der Bedürftigen in Aachen unbürokratische Hilfe bot.
An seiner Publikation Die leise Diktatur – Das Schwinden der Freiheit beteiligten sich als Autoren:
- Hartmut Bachmann
- Wladimir Bukowski
- Stefan Herre
- Karin Jäckel
- Martin Kastler
- André F. Lichtschlag
- Jürgen Liminski
- Chaim Noll
- Andreas Püttmann
- Joseph Ratzinger
- Hans Thomas
- Udo Ulfkotte

Müller war verheiratet und Vater von vier Kindern. Er starb an einem Herzinfarkt.

## Schriften

### Autor
- Maskenball. Beobachtungen auf dem Parkett. 2002, ISBN 3-928272-63-2.
- Hard way to heaven. Kleine Hilfen für den christlichen Alltag. 2004, ISBN 978-3-928272-66-7.
- Kirche, Papst und Glaube. Fragen, Irrtümer, Missverständnisse. 2010, ISBN 978-3-928272-97-1.

### Herausgeberschaft (Auswahl)
- Plädoyer für die Kirche. Urteile über Vorurteile. 1991, ISBN 3-928272-00-4.
- Von der Lust katholisch zu sein. 1993, ISBN 3-928272-32-2.
- Marsch auf Rom. ein Kampf um Kirche. 1993, ISBN 3-928272-33-0.
- Kirche & Sex. mein Körper gehört mir. 1994, ISBN 3-928272-39-X.
- Wen(n) Gott ruft. 1997, ISBN 3-928272-58-6.
- Stets war es der Hund, der starb…. 1998, ISBN 3-928272-03-9.
- Joachim Kardinal Meisner. Mit dem Herzen sehen. 2000, ISBN 3-928272-12-8.
- Der deutsche Esel auf dem Eis. Herausforderungen für Politik, Kirche und Gesellschaft. 2004, ISBN 978-3-928272-65-0.
- Muckefuck und Mauerfall. Eine Zeitreise durch Deutschland. 2005, ISBN 3-928272-68-3.
- Cerkev in spolnost (Originaltitel: Kirche und Sex. übersetzt von Urška Križman und Marija Ramšak). Slomškova Založba, Maribor 2006, ISBN 961-6522-26-4 (slowenisch).
- mit Achim Kaiser: Unser Aachen. Liebeserklärungen an eine Stadt. 2006, ISBN 978-3-928272-79-7.
- Die leise Diktatur. Das Schwinden der Freiheit. 2010, ISBN 978-3-928272-91-9.

### Verleger
- Starke Frauen. Ein Frauenbuch (auch) für Männer. 1994, ISBN 3-928272-38-1.
- Die Saat geht auf. Ist die Kirche mit ihrer Moral am Ende?. 1995, ISBN 3-928272-46-2.
- Katholische Dogmatik in acht Bänden von Leo Scheffczyk und Anton Ziegenaus. 1997, ISBN 3-928272-50-0.
- Gott ja, Kirche nein. Antworten auf 66x Kritik. 2 Bände, 1997, ISBN 3-928272-40-3.
- Publicity für das Himmelreich. eine journalistische (Liebes-) Erklärung an die Kirche. 1998, ISBN 3-928272-01-2.
- Christus in den Sakramenten der Kirche. 1998, ISBN 3-928272-04-7.
- Armes Deutschland. Glossen zu Wendezeit und Zeitenwende. 1999, ISBN 3-928272-05-5.
- Stürmische Zeiten. Die katholische Kirche in der 2.Hälfte des 20. Jahrhunderts. 1999, ISBN 3-928272-07-1.
- Der verborgene Schatz. Erzählungen, Märchen, Fabeln. 1999, ISBN 3-928272-08-X.
- Abschied vom Himmel. Im Spannungsfeld von Kirche und Welt. 1999, ISBN 3-928272-10-1.
- Mit dem Herzen sehen. Chance und Auftrag der Kirche zu Beginn des dritten Jahrtausends. Stefan Rehder im Gespräch mit Joachim Meisner. 2000, ISBN 3-928272-12-8.
- Das große Abenteuer. Die Ehe. 2001, ISBN 3-928272-60-8.
- Aus Trümmern zur Europastadt. von 1945–2005. 2005, ISBN 3-928272-73-X.
- Sternstunden statt dunkles Mittelalter. 2006, ISBN 978-3-928272-72-8.
- Schenk mir Dein Lächeln, mit 19 Jahren starb Ilona an Krebs, Zeugnis ihrer Mutter. 2006, ISBN 978-3-928272-75-9.
- Magisches Mexiko. 2007, ISBN 3-928272-77-2.
- Der lange Arm der Stasi, Folter, Psychoterror, DDR-Nostalgie. Persönliche Zeugnisse. 2009, ISBN 978-3-928272-89-6.
- Wenn ER anklopft… 12 Bekehrungsgeschichten. 2009, ISBN 978-3-928272-90-2.
- Engelshunger. Himmelsroman. 2010, ISBN 978-3-928272-96-4.
- Die Geschichte der Kirche. 2000 bewegte Jahre. 3 Bände, 2012, ISBN 978-3-942698-03-0.
- Freut Euch! Glaubensbekenntnis eines jungen Christen. 2013, ISBN 978-3-942698-15-3.
- Konrad Adenauer. Der Katholik und sein Europa. 2013, ISBN 978-3-942698-17-7.